# Д’Арнувиль, Жан-Батист де Машо
Жан-Бати́ст де Машо́ д’Арнуви́ль, (фр. Jean-Baptiste de Machault d’Arnouville; 13 декабря 1701 года, Париж — 12 июля 1794 года, там же) граф д’Арнувиль, сеньор де Гарж и де Гонесс — французский политик и администратор при короле Людовике XV.

## Карьера
Начал службу парламентским советником, позднее был интендантом провинции Эно в Валансьене (1743 г.).
По рекомендации д’Аржансона в 1745 году был назначен генеральным контролёром финансов Людовика XV .
Он застал финансы Франции в крайнем расстройстве; ему приходилось считаться с расходами войны за австрийское наследство и приспособляться к огромным тратам двора, сопровождавшим появление мадам де Помпадур. Только с заключением мира (1748) открылась возможность финансовых облегчений и мер к поднятию земледелия и промышленности. Машо провёл:
- свободу хлебной торговли внутри государства и, ссылаясь на пример английского законодательства, предлагал разрешить свободный вывоз хлеба;
- с земледельческого населения были сняты некоторые налоги;
- был допущен ввоз сырья (шерсти, хлопка), обрабатываемого на французских фабриках;
- установлена особая касса погашения, для пополнения которого введён (1749) новый налог на все доходы, в размере 5 % (vingtième), без привилегий и изъятий для дворянства и духовенства.

Примыкая к идеям Вобана и Буагильбера, Машо предложил заменить временный налог, введенный во время войны за испанское наследство, меньшим но зато постоянным налогом. Реформы Машо вызвали сильное недовольство. Парламент зарегистрировал эдикт о новом налоге лишь после возражений; в Лангедоке Машо был вынужден распустить провинциальные чины; в Бретани чуть не началось восстание; пришлось поручить интендантам распределить налоги помимо депутатов. Всего сильнее было противодействие духовенства. Уже раньше (1747 и 1749) Машо сильно затронул клир запрещением основывать благотворительные, учебные и др. учреждения и увеличивать недвижимость церкви (main-morte) без особого разрешения короля. А, с введением налога на доход, от духовенства потребовали (1750) объявления, в течение полугода, ценности всего церковного имущества. Духовенство увидело в этом оскорбительное предположение, будто оно утаивает свои доходы, и стало воздействовать на короля.
Несмотря на то, что общественное мнение было на стороне Машо, он должен был уступить. Духовенство отделалось «добровольным приношением» в размере большем, чем обыкновенно, и в декабре 1751 года было освобождено от налога на доход. Затем, под давлением духовенства, король в 1754 году отставил Машо, и до тех пор державшегося только уступками маркизе Помпадур, от должности генерального контролера.
С уходом Машо его реформы рушились; «vingtième», с восстановлением всех прежних изъятий, стало новым отягощением для непривилегированных классов. Машо получил управление морским министерством, в течение которого отнята была у англичан Менорка, но уже в 1757 году он должен был вовсе оставить службу.
Примечательно, что в самом начале своего правления, в 1774 году, король Людовик XVI рассматривал возможность вернуть Машо из отставки. Однако из-за происков либо герцога д’Эгийона, поддерживавшего своего дальнего родственника графа Морепа, либо духовенства, которое не могло простить Машо введение налога «vingtième», в самую последнюю минуту король изменил своё решение в пользу графа Морепа. Посыльный уже был отправлен в резиденцию Машо, когда был выпущен другой приказ, отправляться в имение графа Морепа. Только благодаря случаю (лошадь посыльного сломала ногу) удалось вовремя перехватить гонца. Таким образом, не будь этого несчастного случая, французская монархия спаслась бы от последовавших парламентских деяний.
В эпоху террора он, по недоразумению, подвёргся обвинению и умер в тюрьме.

## Оценка деятельности
Девятилетнее управление Машо (1745—1754) представляло выдающуюся попытку порвать со старой сословной и финансовой политикой французского правительства. Машо обнаружил, в то же время, энергию и просвещённый взгляд и в других областях управления; так, например, он допускал известную терпимость в отношении протестантов. Только в колониальной политике, в Ост-Индии, Машо не сумел поддержать предприимчивого Дюплеи. Преследуя широкие административные цели и добиваясь общественного равенства, Машо был, однако, ревностным сторонником абсолютизма и всемогущества государства.